# Pericallia tricolor
Pericallia tricolor là một loài bướm đêm thuộc phân họ Arctiinae, họ Erebidae.